# Museu de la Ciutat (Vila-real)
El Museu de la Ciutat Casa de Polo és un museu de belles arts de la localitat espanyola de Vila-real, a la Plana Baixa (País Valencià). Va ser inaugurat el 1994. L'edifici del museu és l'antiga Casa de Polo, una antiga alqueria, anomenada així perquè va pertànyer a Josep Polo de Bernabé i Borràs i a la seva família des del segle xvii. Va ser reconegut per la Conselleria de Cultura i Educació de la Generalitat Valenciana el 23 de desembre de 1998.
Compta amb unes sales d'exposicións permanents amb obres d'artistes de la localitat com són Francisco Gimeno Barón, José Gumbau Vidal i Josep Pasqual Ortells López. També hi ha una sala dedicada al compositor i guitarrista Francesc Tàrrega. A més d'aquestes sales amb exposicions permanents, a la planta baixa s'organitzen exposicions temporals com la mostra interdisciplinar Khroma, entre 2012 i 2013.